# Classica (Zeitschrift)
Classica war eine monatlich erscheinende französische Zeitschrift für klassische Musik. Mit dem „Choc de Classica“ wurden jeden Monat herausragende Aufnahmen ausgezeichnet, Ende des Jahres wurde den besten daraus ein „Choc de l’année“ verliehen.
Neben Artikeln zu aktuellen Ereignissen und zur Musikgeschichte publizierte das Magazin Rezensionen neuer Klassik- und Jazzaufnahmen sowie Tests von Audiogeräten. Der Slogan von Classica war „Das Beste aus klassischer Musik und Hi-Fi“.
2025 wurde das Erscheinen der Zeitschrift eingestellt.

## Geschichte

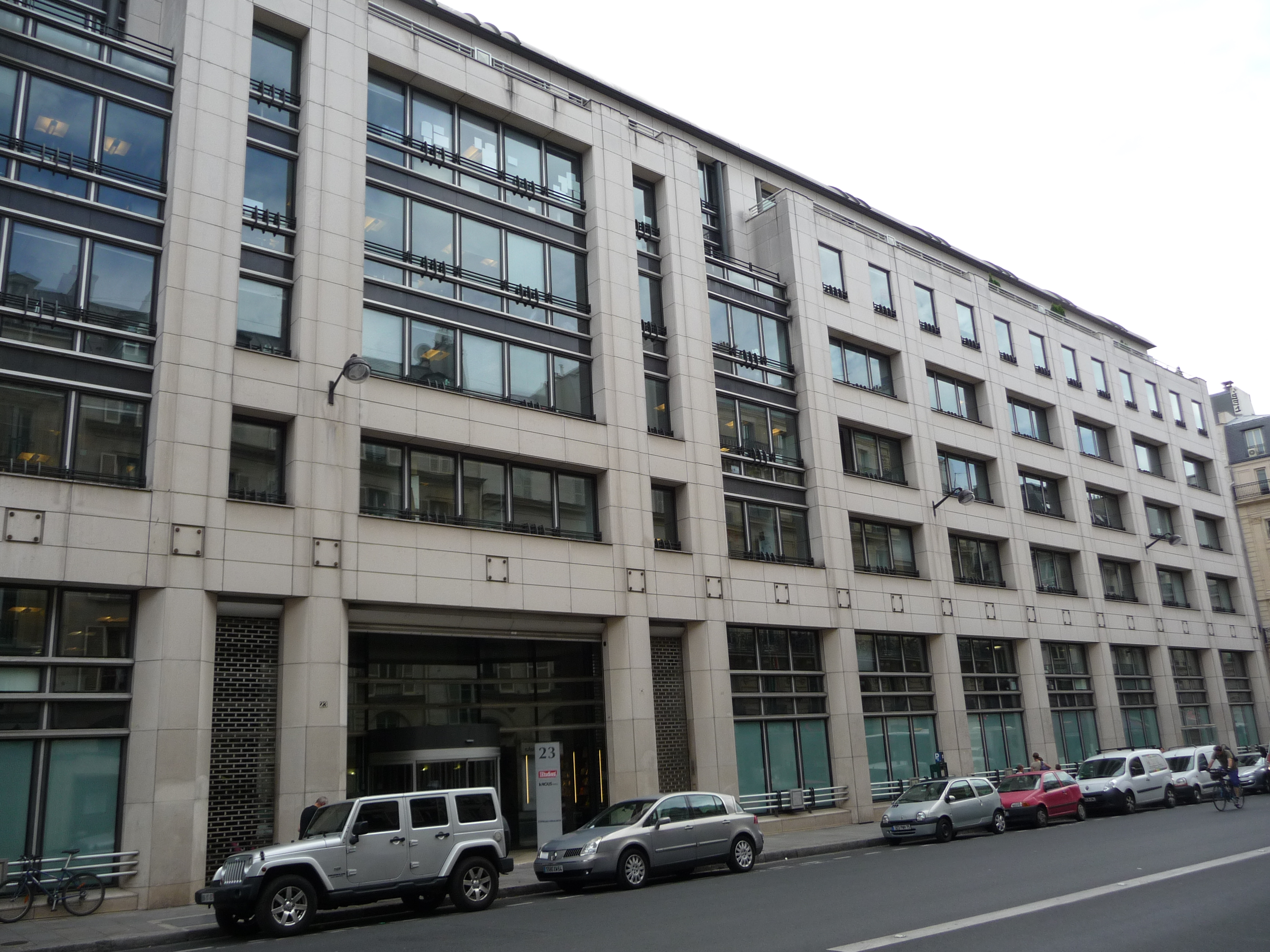
Gebäude der Zeitschrift Classica

Stéphane Chabenat, Bertrand Dermoncourt und Jérémie Rousseau gründeten die Zeitschrift 1998. Im Februar 2004 fusionierte Classica mit der von Georges Chérière, dem Gründer von Diapason, geschaffenen Répertoire des disques compacts und nannte sich danach Classica-Répertoire. Als die Zeitschrift im April 2009 mit Le Monde de la musique fusionierte, nahm sie wieder ihren ursprünglichen Namen an. Von Le Monde de la musique übernahm sie die Auszeichnung von Aufnahmen mit „Chocs“ („Choc de Classica“).
Classica wurde 2000 von der L’Express-Gruppe übernommen, gehörte zwischen 2015 und 2017 zum Groupe Altice Media und danach bis 2019 zur EMC2-Gruppe. Seit dem 1. November 2019 wurde die Zeitschrift von Premières Loges, einer Tochtergesellschaft der Humensis-Gruppe, herausgegeben.
Classica war Partner von Radio Classique, der Victoires de la Musique, des Grand Prix Lycéen des Compositeurs, von Mezzo TV und von Fnac (Fédération nationale d’achats des cadres).

## Rubriken
Das Magazin enthielt jeden Monat drei Hauptrubriken mit jeweils mehreren Unterrubriken:
- L’Information
  - Jérémie Rousseau: L’éditorial
  - Éric-Emmanuel Schmitt: La petite musique
  - Planète musique: Actualités
  - Alain Duault: L’humeur
  - À ne pas manquer: Sortir
  - Benoît Duteurtre: A voix haute
  - Un air de famille
  - Carnet critique: On a vu
  - Emmanuelle Giuliani: Les carnets d’Emma

- Magazine
  - En couverture
  - Grand entretien
  - Compositeur
  - André Tubeuf: Le portrait
  - Olivier Bellamy: Passion musique
  - L’écoute en aveugle
  - L’univers d’un musicien

- Le guide
  - CD/DVDs
  - Die «Chocs de Classica»
  - CDs von A bis Z
  - Neuauflagen und gute Angebote
  - Francis Brésel: Discoporträt
  - Jean-Pierre Jackson: Jazz
  - DVDs
  - Philippe Venturini: Hi-Fi
  - Radio-TV

## Profil

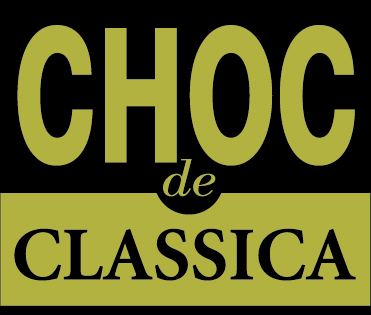
Logo des Choc de Classica

Jeden Monat enthält das Magazin zwei CDs: die CD mit den „Chocs“ und die CD der „idealen Diskothek“.
Die „Chocs“-CD enthält Auszüge aus den CDs des Monats, die von der Redaktion mit einem „Choc de Classica“ ausgezeichnet wurden. Jedes Jahresende zeichnet das Magazin die besten klassischen Aufnahmen (CDs und DVDs) mit dem „Choc de l’année“ aus.
Die „ideale Diskothek“ ist eine Reihe von den Abonnenten vorbehaltenen CDs. Diese enthalten herausragende Aufnahmen klassischer Musik, die von der Redaktion ausgewählt wurden.
Classica veröffentlicht außerdem jedes Jahr im Juni den Guide des Festivals, einen Führer zu den im Sommer in Frankreich stattfindenden Musikfestivals.

## Webpräsenz
Classica ist seit September 2012 auch auf Tablets und Smartphones erhältlich.

## Classica und Actes Sud
Im Jahr 2004 brachte Classica zusammen mit Actes Sud die Kollektion „Classica“ heraus. Diese publiziert Zusammenfassungen der Biographien und Werke großer Komponisten. Jeder Band wird durch eine Bibliographie, eine Chronologie, eine Diskographie und einen Index ergänzt.

## Leitung

### Herausgeber
- Christian Bonicel (1998)
- Stéphane Chabenat (1998–2011)
- Denis Jeambar (2001–2006)
- Marc Feuillée (2006–2011)
- Christophe Barbier (2011–2017)
- Jean-Jacques Augier (2017–2019)
- Frédéric Mériot (seit Ende 2019)

### Chefredakteure
- Bertrand Dermoncourt (1998–2017)
- Jérémie Rousseau (seit 2017)